# Noun
Departament Noun – departament w Prowincji Zachodniej w Kamerunie ze stolicą w Foumban. Na powierzchni 7 687 km² żyje około 434,5 tys. mieszkańców.